# Moto3
Moto3 – najniższa klasa wyścigowa cyklu motocyklowych mistrzostw świata, która wystartowała w 2012, zastępując kategorię 125 cm3.
Silniki to jednocylindrowe czterosuwy o pojemności 250 cm3, średnica cylindra to maksymalnie 81 mm oraz obroty ograniczone do 14 tys. obr./min. Minimalna waga motocykla wraz z zawodnikiem wynosi 148 kg. Dolny limit wiekowy to 16, górny 28 lat.
W sezonie 2015 dostawcami jednostek napędowych byli: Honda, KTM, Mahindra oraz Husqvarna.
Każdy motocykl wyposażony jest w identyczny ECU Dell’Orto. Nie można w żaden sposób zmieniać oprogramowania, poza standardowym mapowaniem. Jedyną rzeczą wolną od zakazów są podwozia, które w sezonie 2015 dostarczało sześć firm: FTR, Kalex, KTM, TSR, Suter i Honda. Zabroniono używania kompozytowych tarcz hamulcowych oraz aktywnego zawieszenia.

## Ogólne zasady
Zespół może wystawiać tylko jeden motocykl na zawodnika.
Zawodnik ma do dyspozycji 8 silników na cały sezon.

## Specyfikacja motocykla

### Silnik
Silnik ma spełniać warunki:
- Czterosuwowy, jednocylindrowy, o pojemności 250 cm3.
- Średnica cylindra: 81 mm, zabronione tłoki owalne.
- Silnik o zapłonie iskrowym, nie wolno stosować turbosprężarki.
- Limit prędkości obrotowej wału korbowego: 14000 obr./min.
- Maksymalnie jeden sterownik zapłonu.
- Maksymalnie 4 zawory.
- Hydrauliczne/pneumatyczne sterowanie zaworami niedozwolone.

### Dostarczanie silników
Maksymalna cena nie może przekroczyć 12000 euro. Podana kwota obejmuje silnik z potencjalnym wyposażaniem (jedna, kompletna skrzynia biegów, wtrysk). Każdy producent chcący wziąć udział w Moto3, musi być w stanie zaopatrzyć do 15 zawodników. Każda nowa część musi być udostępniana w tym samym czasie wszystkim uczestnikom. Pojedyncze podzespoły muszą mieć z góry ustalone ceny. Jeśli za tuning będą chciały zabrać się firmy zewnętrzne, muszą sprzedawać poszczególne części dokładnie po takich samych cenach.

### Skrzynia biegów
Maksymalnie 6-biegowa.

### Układ wydechowy
Limit dźwięku na poziomie 115 dB. Żadnych ruchomych części (np. przegrody) wewnątrz układu.

### Zapłon, elektronika
Jedynie ECU zatwierdzony przez organizatora jest dozwolony. ECU musi pozostać niezmieniony zarówno od strony sprzętowej jak i programowej.
Dyrektor techniczny może w każdej chwili zażądać, aby zespół wymienił swoją obecną jednostkę ECU na inną udostępnianą przez organizatora zawodów.
ECU ma zawierać ogranicznik obrotów.
Tylko standardowy, zatwierdzony przez organizatora datalogger może być używany.

### Podwozie
Jakiekolwiek regulacje elektroniczne podwozia czy prześwitu są zakazane.

### Koła
Jedyne dopuszczalne materiały dla felg to stopy magnezu lub aluminium.
Jedyne dopuszczalne rozmiary felg to odpowiednio:
- Przód 2.50" x17"
- Tył 3.50' x17

Tylko opony dostarczane przez oficjalnego dostawcę mogą być używane (Dunlop).

### Materiał i wykonanie
Tłoki muszą być wykonane ze stopu aluminium.
Sworznie, wały korbowe, wały rozrządu muszą być wykonane z materiałów bazujących na stopach żelaza.
Korbowody, zawory i sprężyny zaworowe muszą być wykonane z materiałów bazujących na stopach żelaza lub tytanu.

## Statystyki

### Mistrzowie

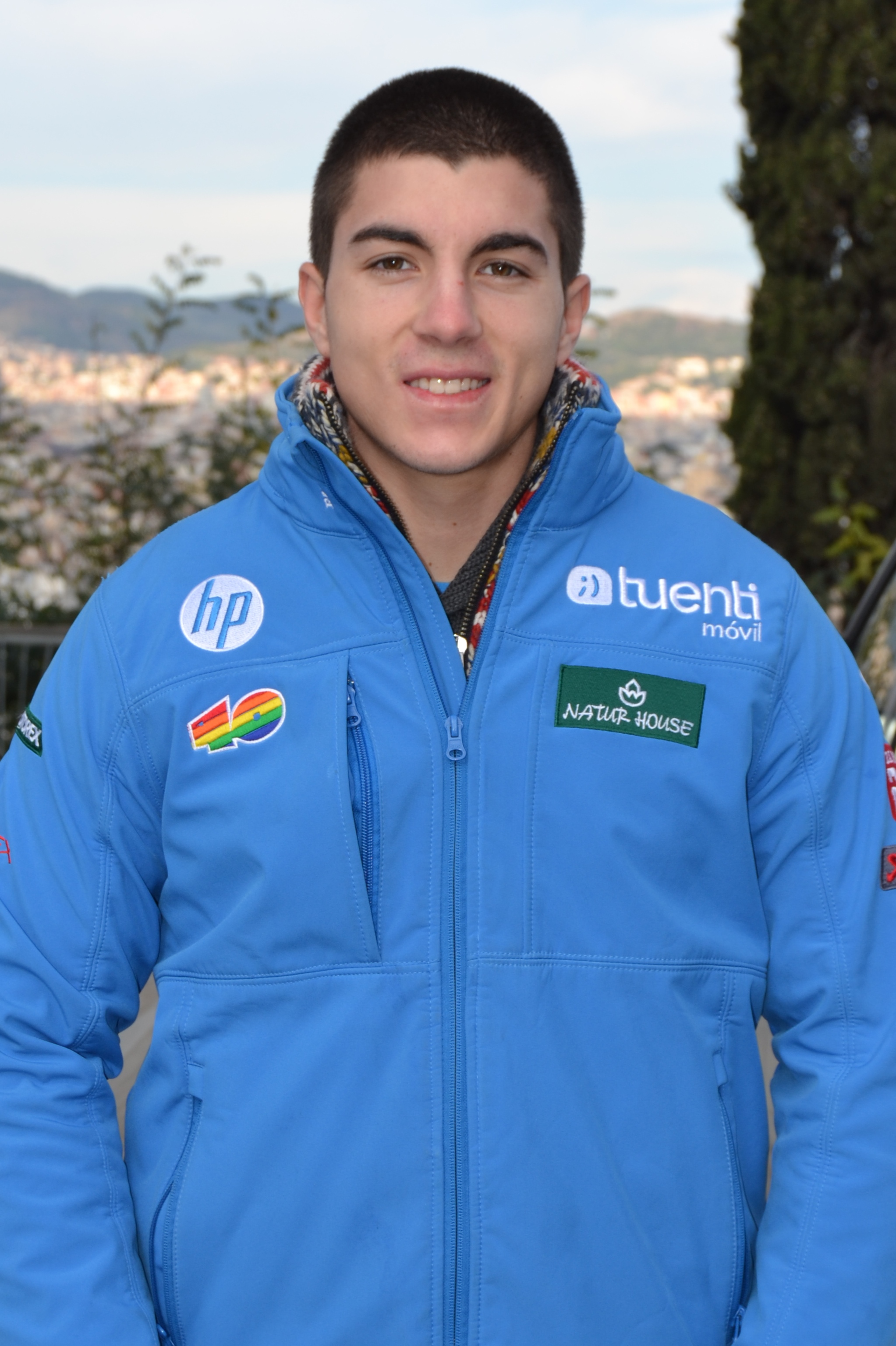
Maverick Viñales 2013

| Edycja | Rok  | Triumfator       | Kraj            | Motocykl |
| ------ | ---- | ---------------- | --------------- | -------- |
| 4      | 2015 | Danny Kent       | Wielka Brytania | Honda    |
| 3      | 2014 | Álex Márquez     | Hiszpania       | Honda    |
| 2      | 2013 | Maverick Viñales | Hiszpania       | KTM      |
| 1      | 2012 | Sandro Cortese   | Niemcy          | KTM      |

### Zwycięzcy wyścigów
| Zawodnik          | Wygrane | Motocykl  |
| ----------------- | ------- | --------- |
| Luis Salom        | 9       | KTM       |
| Danny Kent        | 8       | KTM       |
| Maverick Viñales  | 8       | KTM       |
| Álex Rins         | 7       | KTM       |
| Miguel Oliveira   | 6       | KTM       |
| Sandro Cortese    | 5       | KTM       |
| Jack Miller       | 3       | KTM       |
| Niccolò Antonelli | 2       | Honda     |
| Romano Fenati     | 2       | FTR Honda |
| Enea Bastianini   | 1       | Honda     |
| Louis Rossi       | 1       | FTR Honda |
| Jonas Folger      | 1       | Kalex KTM |
| Álex Márquez      | 1       | KTM       |
| Alexis Masbou     | 1       | Honda     |
| Livio Loi         | 1       | Honda     |